# Unione Sportiva Avellino 1992-1993
Questa voce raccoglie le informazioni riguardanti l'Unione Sportiva Avellino nelle competizioni ufficiali della stagione 1992-1993.

## Rosa
| N. |                   | Ruolo | Calciatore                  |
| -- | ----------------- | ----- | --------------------------- |
|    | Italia (bandiera) | P     | Giordano Negretti           |
|    | Italia (bandiera) | P     | Paolo Onorati               |
|    | Italia (bandiera) | P     | Pasquale Visconti           |
|    | Italia (bandiera) | D     | Roberto Carannante          |
|    | Italia (bandiera) | D     | Rocco De Marco              |
|    | Italia (bandiera) | D     | Vincenzo Esposito           |
|    | Italia (bandiera) | D     | Roberto Miggiano (capitano) |
|    | Italia (bandiera) | D     | Aniello Parisi              |
|    | Italia (bandiera) | D     | Carmine Parlato             |
|    | Italia (bandiera) | D     | Andrea Ramponi              |
|    | Italia (bandiera) | D     | Antonio Sconziano           |
|    | Italia (bandiera) | D     | Luca Sommella               |
|    | Italia (bandiera) | D     | Ciro Vitiello               |
|    | Italia (bandiera) | D     | Gill Voria                  |
|    | Italia (bandiera) | C     | Fabio Carsetti              |
|    | Italia (bandiera) | C     | Fabrizio Catelli            |

| N. |                   | Ruolo | Calciatore                      |
| -- | ----------------- | ----- | ------------------------------- |
|    | Italia (bandiera) | C     | Costanzo Celestini              |
|    | Italia (bandiera) | C     | Luigi D'Alessio                 |
|    | Italia (bandiera) | C     | Angelo Ferraro                  |
|    | Italia (bandiera) | C     | Francesco Fonte (vice capitano) |
|    | Italia (bandiera) | C     | Dario Levanto                   |
|    | Italia (bandiera) | C     | Andrea Manzo                    |
|    | Italia (bandiera) | C     | Antonio Marasco                 |
|    | Italia (bandiera) | C     | Fabio Pecchia                   |
|    | Italia (bandiera) | C     | Vincenzo Riccio                 |
|    | Italia (bandiera) | C     | Salvatore Sullo                 |
|    | Italia (bandiera) | C     | Luigi Voltattorni               |
|    | Italia (bandiera) | A     | Antonio Barbera                 |
|    | Italia (bandiera) | A     | Salvatore Bertuccelli           |
|    | Italia (bandiera) | A     | Salvatore Fresta                |
|    | Italia (bandiera) | A     | Sergio Giordano                 |
|    | Italia (bandiera) | A     | Amerigo Paradiso                |

## Risultati

### Serie C1

#### Girone di andata
| 30 agosto 1992 1ª giornata | Catania | 5 – 1 | Avellino |  |

| 6 settembre 1992 2ª giornata | Avellino | 0 – 2 | Giarre |  |

| 13 settembre 1992 3ª giornata | Potenza | 0 – 0 | Avellino |  |

| 20 settembre 1992 4ª giornata | Avellino | 0 – 0 | Reggina |  |

| 27 settembre 1992 5ª giornata | Casertana | 0 – 1 | Avellino |  |

| 4 ottobre 1992 6ª giornata | Avellino | 1 – 0 | Ischia Isolaverde |  |

| 18 ottobre 1992 7ª giornata | Avellino | 1 – 1 | Palermo |  |

| 25 ottobre 1992 8ª giornata | Casarano | 0 – 0 | Avellino |  |

| 1º novembre 1992 9ª giornata | Avellino | 0 – 0 | Acireale |  |

| 8 novembre 1992 10ª giornata | Lodigiani | 0 – 1 | Avellino |  |

| Arbitro: | Calvi (Milano) |

|                           |           |  |
| Amerigo Paradiso 25’, 26’ | Marcatori |  |

| 22 novembre 1992 12ª giornata | Messina | 1 – 1 | Avellino |  |

| 29 novembre 1992 13ª giornata | Salernitana | 0 – 0 | Avellino |  |

| 16 dicembre 1992 14ª giornata | Avellino | 0 – 1 | Siracusa |  |

| 13 dicembre 1992 15ª giornata | Chieti | 0 – 0 | Avellino |  |

| 20 dicembre 1992 16ª giornata | Avellino | 0 – 3 | Perugia |  |

| 27 dicembre 1992 17ª giornata | Barletta | 0 – 1 | Avellino |  |

#### Girone di ritorno
| 24 gennaio 1993 18ª giornata | Avellino | 1 – 0 | Catania |  |

| 31 gennaio 1993 19ª giornata | Giarre | 1 – 0 | Avellino |  |

| 7 febbraio 1993 20ª giornata | Avellino | 0 – 0 | Potenza |  |

| 14 febbraio 1993 21ª giornata | Reggina | 0 – 1 | Avellino |  |

| 21 febbraio 1993 22ª giornata | Avellino | 2 – 0 | Casertana |  |

| 7 marzo 1993 23ª giornata | Ischia Isolaverde | 0 – 0 | Avellino |  |

| 14 marzo 1993 24ª giornata | Palermo | 3 – 0 | Avellino |  |

| 21 marzo 1993 25ª giornata | Avellino | 1 – 0 | Casarano |  |

| 28 marzo 1993 26ª giornata | Acireale | 0 – 1 | Avellino |  |

| 4 aprile 1993 27ª giornata | Avellino | 0 – 0 | Lodigiani |  |

| Arbitro: | Masulli (Cremona) |

|                         |           |  |
| Giuseppe Antonaccio 84’ | Marcatori |  |

| 25 aprile 1993 29ª giornata | Avellino | 0 – 0 | Messina |  |

| 2 maggio 1993 30ª giornata | Avellino | 1 – 0 | Salernitana |  |

| 9 maggio 1993 31ª giornata | Siracusa | 2 – 0 | Avellino |  |

| 16 maggio 1993 32ª giornata | Avellino | 0 – 0 | Chieti |  |

| 23 maggio 1993 33ª giornata | Perugia | 4 – 0 | Avellino |  |

| 30 maggio 1993 34ª giornata | Avellino | 1 – 0 | Barletta |  |